# Wisconsin
Pour les articles homonymes, voir Wisconsin (homonymie).
Le Wisconsin (/wis.kõ.sẽ/ ou /wis.kɔn.sin/  ; en anglais : /wɪˈskɑnsɪn/ ) est un État du Midwest des États-Unis. Il est bordé au nord par le lac Supérieur et le Michigan, à l'est par le lac Michigan, au sud par l'Illinois et à l'ouest par l'Iowa et le Minnesota. Sa ville la plus peuplée est Milwaukee, tandis que Madison, la capitale, est la deuxième plus peuplée de l'État.

## Origine du nom
Le mot Wisconsin vient du mot en langue amérindienne miami-illinois « Mesconsing » qui signifierait « lieu de la pierre rouge ».
L'État doit son surnom d'« État des blaireaux » (Badger State) non pas à l'animal mais au fait qu'au début du XIXe siècle, les mineurs de l'État vivaient dans les caves qu'ils creusaient et avaient hérité du surnom de « garçons blaireaux » ou « blaireaux ».

## Histoire
En 1634, le Français Jean Nicolet fut le premier Européen à explorer le « Ouïskonsen ». Il y fonda la colonie de la baie des Puants (devenue La Baie verte, actuelle Green Bay, à l'embouchure de la Fox River sur le lac Michigan). La France céda le territoire de l'actuel Wisconsin aux Britanniques en 1763, à l'issue de la guerre de Sept Ans, qui, en conflit avec les Amérindiens, réservent le territoire pour ces derniers avec la Proclamation royale de 1763. Le 22 juin 1774, le parlement anglais vota l'Acte de Québec qui joint le Wisconsin à la province de Québec, sans pour autant autoriser sa colonisation. Cette interdiction de colonisation vers l'ouest est l'une des causes du mécontentement des colons américains qui provoquera le début en 1776 de la guerre d'indépendance des États-Unis.
En 1783, le traité de Paris donne le territoire aux jeunes États-Unis qui devient une partie du territoire du Nord-Ouest mais reste dans les faits administré par les Britanniques jusqu'à la guerre anglo-américaine de 1812.
Le territoire du Wisconsin fut créé en 1836 et admis le 29 mai 1848 — hors une partie au nord-ouest, rattachée au Minnesota — en tant que 30e État de l'Union.
Le Wisconsin fut ensuite majoritairement colonisé par des colons allemands, scandinaves, suisses et wallons.
Parmi les personnages célèbres originaires de cet État on peut citer : l'acteur et réalisateur Orson Welles, les réalisateurs Nicholas Ray et Joseph Losey, l'acteur Spencer Tracy, l'architecte Frank Lloyd Wright, le magicien Harry Houdini ou encore Jim Abrahams, David Zucker et Jerry Zucker, créateurs de Y a-t-il un pilote dans l'avion ?, les écrivains Laura Ingalls Wilder, Frederic Prokosch et Clifford D. Simak, la Drag Queen Trixie Mattel gagnante de la saison 3 de l'émission de télérealité Rupaul Drag Race All Stars, ainsi que William Sylvester Harley et Arthur Davidson, fondateurs de la marque de motocyclettes Harley-Davidson.
Le 10 décembre 1967, le bimoteur privé d'Otis Redding (un Beech 18) s'écrase sur la surface gelée du lac Monona.

## Géographie

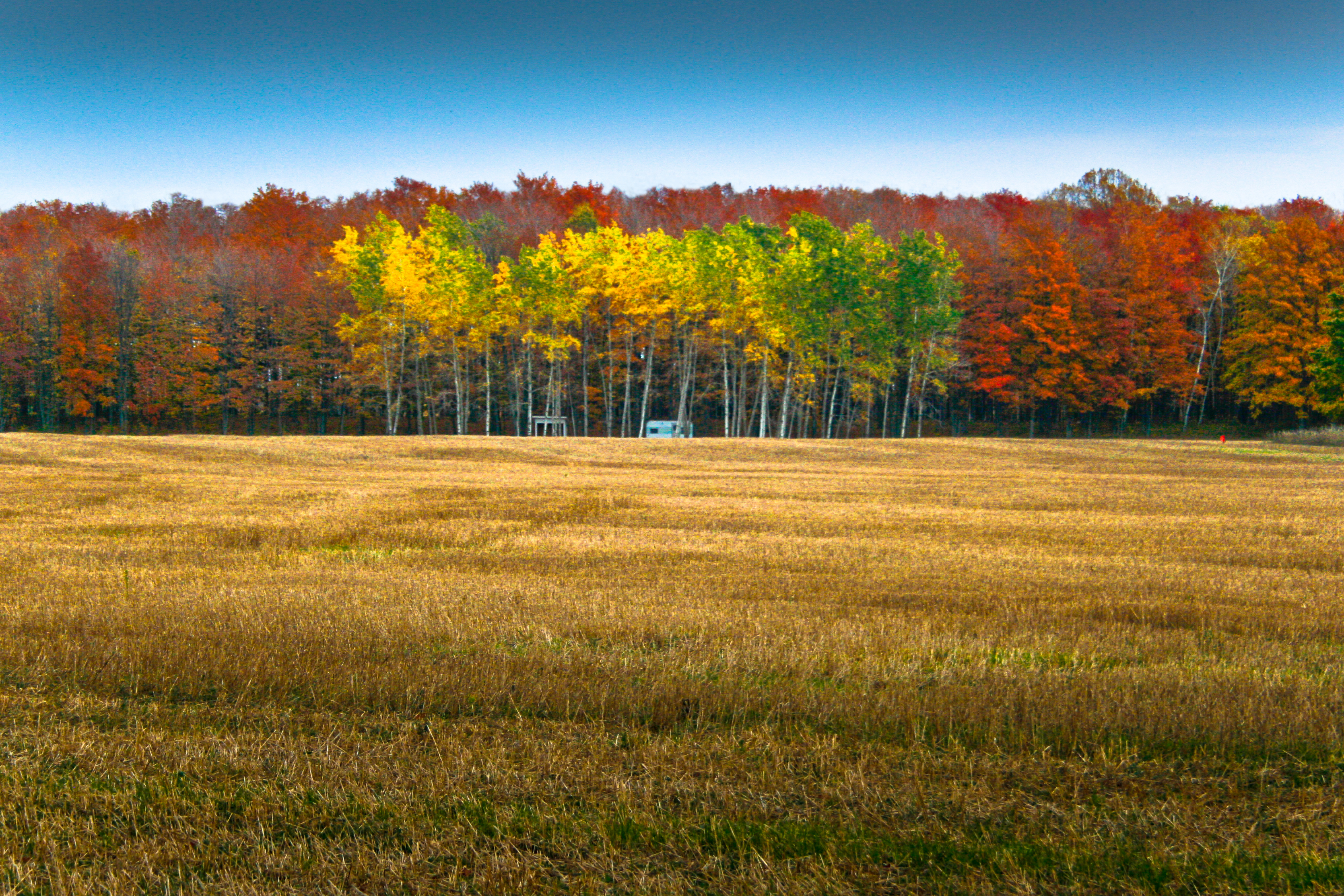
Comté de Door.

Le relief de la région a été modelé par les glaciers quaternaires (cuvettes lacustres, dépôts morainiques). La plaine du lac Michigan, qui s'élève vers l'ouest en un plateau culminant au nord à 603 m au mont Arvon (situé dans la péninsule supérieure du Michigan), occupe l’est de l'État. Le point culminant de l'État est Timms Hill à 595 mètres tandis que le point le plus bas est le bord du lac Michigan à 176 mètres.
Les principaux cours d'eau sont le Mississippi et son affluent, la rivière Sainte-Croix, qui marquent à l'ouest la frontière avec le Minnesota et la rivière Wisconsin, également un affluent du Mississippi, qui prend sa source dans le centre de l'État. Le lac Winnebago est le plus grand lac intérieur de l'État.
Le climat du Wisconsin est de type continental humide. Toutefois, le nord est caractérisé par des conditions climatiques particulièrement rudes et des sols pauvres. La forêt (érable, bouleau, sapin, pin et chêne), surtout présente dans la partie nord, recouvre environ 43 % du territoire.

### Aires protégées

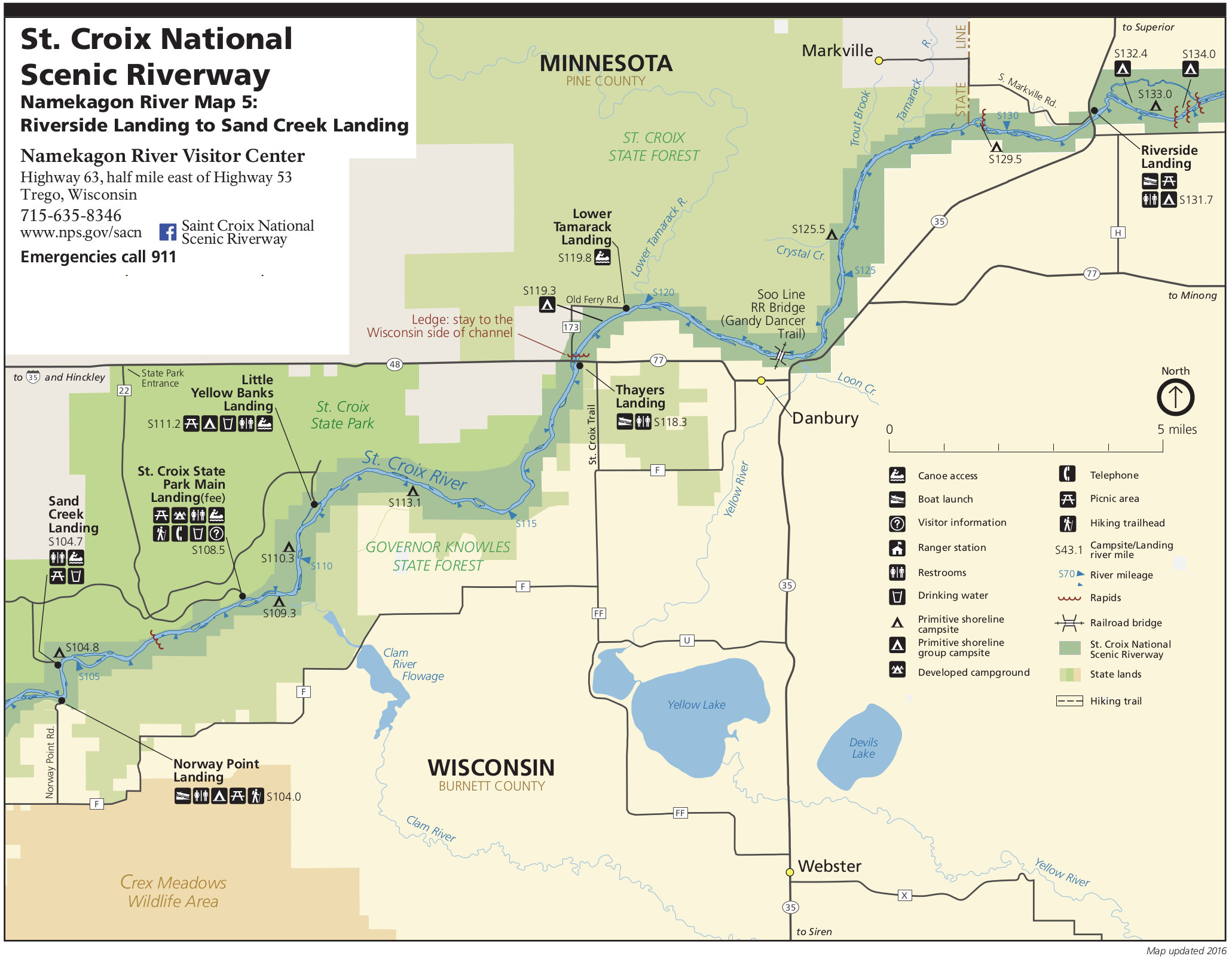
La rivière Sainte-Croix au Wisconsin.

La National Park Service gère 4 aires protégées au Wisconsin :
LL-Q150 (fra)-Poslovitch-Wisconsin.wav
- Apostle Islands National Lakeshore
- Ice Age National Scientific Reserve (en)
- North Country Trail
- Saint Croix National Scenic Riverway

## Subdivisions administratives

### Comtés
L'État du Wisconsin est divisé en 72 comtés.

### Agglomérations

#### Aires métropolitaines et micropolitaines
Le Bureau de la gestion et du budget a défini quinze aires métropolitaines et treize aires micropolitaines dans ou en partie dans l'État du Wisconsin.
| Zone urbaine                            | Population (2010)   | Population (2013)   | Variation (2010-2013) | Rang national (2013) |
| --------------------------------------- | ------------------- | ------------------- | --------------------- | -------------------- |
| Milwaukee-Waukesha-West Allis, WI       | 1 555 908           | 1 569 659           | 0,9 %                 | 39                   |
| Madison, WI                             | 605 435             | 627 431             | 3,6 %                 | 85                   |
| Green Bay, WI                           | 306 241             | 312 409             | 2,0 %                 | 158                  |
| Appleton, WI                            | 225 666             | 229 962             | 1,9 %                 | 194                  |
| Racine, WI                              | 195 408             | 195 041             | -0,2 %                | 221                  |
| Oshkosh-Neenah, WI                      | 166 994             | 169 541             | 1,5 %                 | 238                  |
| Chicago-Naperville-Elgin, IL-IN-WI      | 166 426 (9 461 105) | 167 757 (9 537 289) | 0,8 % (0,8 %)         | (3)                  |
| Eau Claire, WI                          | 161 151             | 164 570             | 2,1 %                 | 248                  |
| Janesville-Beloit, WI                   | 160 331             | 160 739             | 0,3 %                 | 253                  |
| Wausau, WI                              | 134 063             | 135 416             | 1,0 %                 | 297                  |
| Minneapolis-St. Paul-Bloomington, MN-WI | 125 364 (3 348 859) | 126 906 (3 459 146) | 1,2 % (3,3 %)         | (16)                 |
| La Crosse-Onalaska, WI-MN               | 114 638 (133 665)   | 116 713 (135 512)   | 1,8 % (1,4 %)         | (295)                |
| Sheboygan, WI                           | 115 507             | 114 922             | -0,5 %                | 331                  |
| Fond du Lac, WI                         | 101 633             | 101 798             | 0,2 %                 | 348                  |
| Duluth, MN-WI                           | 44 159 (279 771)    | 43 887 (279 887)    | -0,6 % (0,0 %)        | (166)                |

| Zone urbaine                    | Population (2010) | Population (2013) | Variation (2010-2013) | Rang national (2013) |
| ------------------------------- | ----------------- | ----------------- | --------------------- | -------------------- |
| Whitewater-Elkhorn, WI          | 102 228           | 102 945           | 0,7 %                 | 25                   |
| Beaver Dam, WI                  | 88 759            | 88 344            | -0,5 %                | 49                   |
| Watertown-Fort Atkinson, WI     | 83 686            | 84 509            | 1,0 %                 | 58                   |
| Manitowoc, WI                   | 81 442            | 80 654            | -1,0 %                | 66                   |
| Wisconsin Rapids-Marshfield, WI | 74 749            | 73 959            | -1,1 %                | 88                   |
| Stevens Point, WI               | 70 019            | 70 380            | 0,5 %                 | 99                   |
| Baraboo, WI                     | 61 976            | 63 162            | 1,9 %                 | 130                  |
| Platteville, WI                 | 51 208            | 51 069            | -0,3 %                | 206                  |
| Shawano, WI                     | 46 181            | 45 960            | -0,5 %                | 247                  |
| Menomonie, WI                   | 43 857            | 44 122            | 0,6 %                 | 270                  |
| Marinette, WI-MI                | 41 749 (65 778)   | 41 610 (65 401)   | -0,3 % (-0,6 %)       | (120)                |
| Merrill, WI                     | 28 743            | 28 684            | -0,2 %                | 435                  |
| Iron Mountain, MI-WI            | 4 423 (30 591)    | 4 520 (30 618)    | 2,2 % (0,1 %)         | (421)                |

En 2010, 87,5 % des Wisconsinois résidaient dans une zone à caractère urbain, dont 73,8 % dans une aire métropolitaine et 13,7 % dans une aire micropolitaine.

#### Aires métropolitaines combinées
Le Bureau de la gestion et du budget a également défini huit aires métropolitaines combinées dans ou en partie dans l'État du Wisconsin.
| Zone urbaine                              | Population (2010)   | Population (2013)   | Variation (2010-2013) | Rang national (2013) |
| ----------------------------------------- | ------------------- | ------------------- | --------------------- | -------------------- |
| Milwaukee-Racine-Waukesha, WI             | 2 026 243           | 2 040 498           | 0,7 %                 | 29                   |
| Madison-Janesville-Beloit, WI             | 827 742             | 851 332             | 2,9 %                 | 61                   |
| Appleton-Oshkosh-Neenah, WI               | 392 660             | 399 503             | 1,7 %                 | 100                  |
| Green Bay-Shawano, WI                     | 352 422             | 358 369             | 1,7 %                 | 103                  |
| Wausau-Stevens Point-Wisconsin Rapids, WI | 307 574             | 308 439             | 0,3 %                 | 108                  |
| Eau Claire-Menomonie, WI                  | 205 008             | 208 692             | 1,8 %                 | 134                  |
| Chicago-Naperville, IL-IN-WI              | 166 426 (9 840 929) | 167 757 (9 912 730) | 0,8 % (0,7 %)         | (3)                  |
| Minneapolis-St. Paul, MN-WI               | 125 364 (3 684 928) | 126 906 (3 797 883) | 1,2 % (3,1 %)         | (14)                 |

### Municipalités

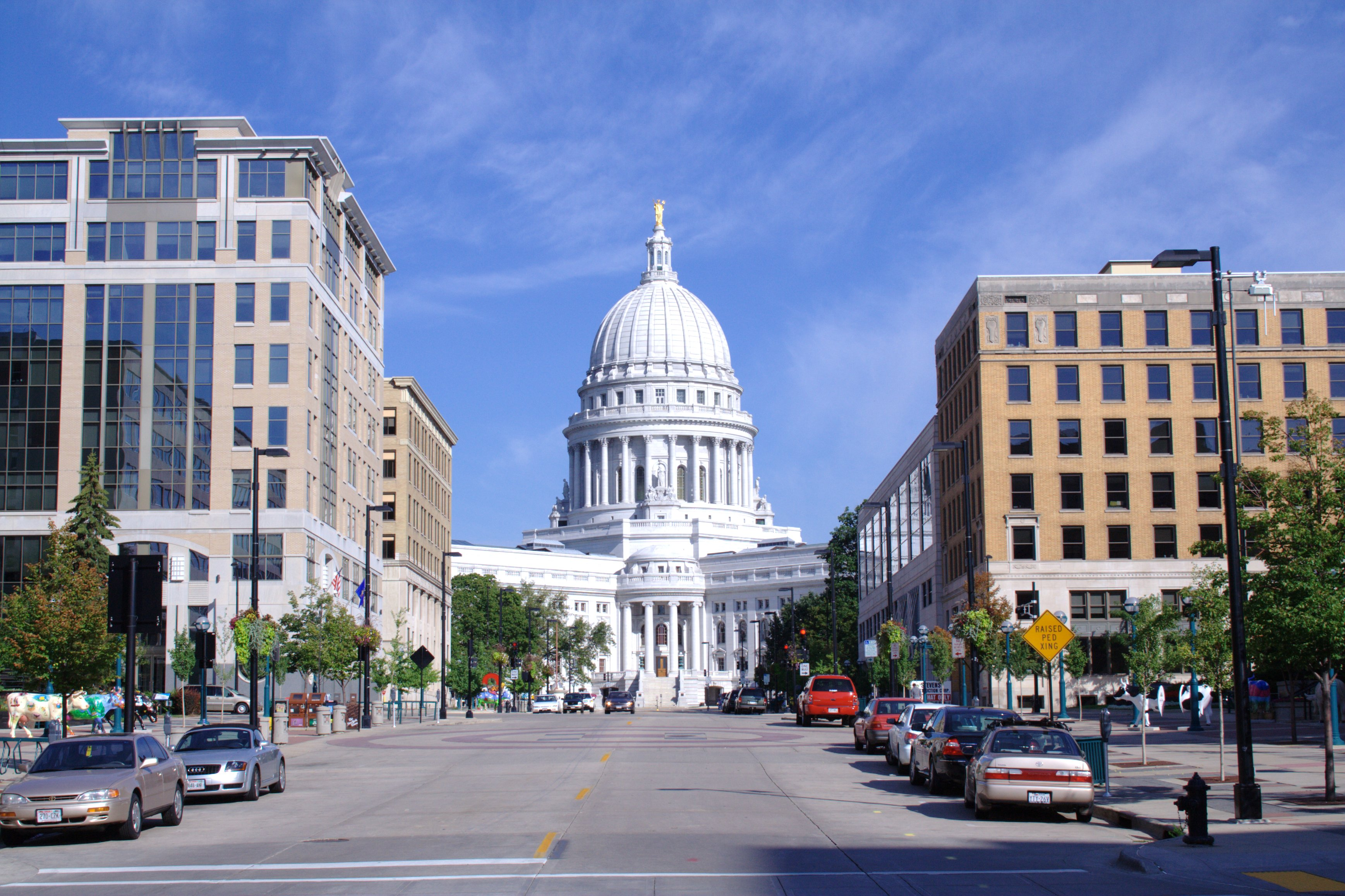
La capitale du Wisconsin, Madison.

L'État du Wisconsin compte 596 municipalités, dont 26 de plus de 30 000 habitants.
| Rang | Municipalité    | Type    | Comté                           | Population (2010) | Population (2013) | Variation (2010-2013) |
| ---- | --------------- | ------- | ------------------------------- | ----------------- | ----------------- | --------------------- |
| 1    | Milwaukee       | City    | Milwaukee, Waukesha, Washington | 594 833           | 599 164           | 0,7 %                 |
| 2    | Madison         | City    | Dane                            | 233 209           | 243 344           | 4,3 %                 |
| 3    | Green Bay       | City    | Brown                           | 104 057           | 104 779           | 0,7 %                 |
| 4    | Kenosha         | City    | Kenosha                         | 99 218            | 99 889            | 0,7 %                 |
| 5    | Racine          | City    | Racine                          | 78 860            | 78 199            | -0,8 %                |
| 6    | Appleton        | City    | Outagamie, Calumet, Winnebago   | 72 623            | 73 596            | 1,3 %                 |
| 7    | Waukesha        | City    | Waukesha                        | 70 718            | 71 016            | 0,4 %                 |
| 8    | Eau Claire      | City    | Eau Claire, Chippewa            | 65 883            | 67 545            | 2,5 %                 |
| 9    | Oshkosh         | City    | Winnebago                       | 66 083            | 66 778            | 1,1 %                 |
| 10   | Janesville      | City    | Rock                            | 63 575            | 63 820            | 0,4 %                 |
| 11   | West Allis      | City    | Milwaukee                       | 60 411            | 60 697            | 0,5 %                 |
| 12   | La Crosse       | City    | La Crosse                       | 51 320            | 51 522            | 0,4 %                 |
| 13   | Sheboygan       | City    | Sheboygan                       | 49 288            | 48 725            | -1,1 %                |
| 14   | Wauwatosa       | City    | Milwaukee                       | 46 396            | 47 134            | 1,6 %                 |
| 15   | Fond du Lac     | City    | Fond du Lac                     | 43 021            | 42 970            | -0,1 %                |
| 16   | New Berlin      | City    | Waukesha                        | 39 584            | 39 834            | 0,6 %                 |
| 17   | Wausau          | City    | Marathon                        | 39 106            | 39 309            | 0,5 %                 |
| 18   | Brookfield      | City    | Waukesha                        | 37 920            | 37 999            | 0,2 %                 |
| 19   | Greenfield      | City    | Milwaukee                       | 36 720            | 37 159            | 1,2 %                 |
| 20   | Beloit          | City    | Rock                            | 36 966            | 36 888            | -0,2 %                |
| 21   | Franklin        | City    | Milwaukee                       | 35 451            | 36 310            | 2,4 %                 |
| 22   | Menomonee Falls | Village | Waukesha                        | 35 626            | 35 924            | 0,8 %                 |
| 23   | Oak Creek       | City    | Milwaukee                       | 34 451            | 35 008            | 1,6 %                 |
| 24   | Manitowoc       | City    | Manitowoc                       | 33 736            | 33 335            | -1,2 %                |
| 25   | West Bend       | City    | Washington                      | 31 078            | 31 550            | 1,5 %                 |
| 26   | Sun Prairie     | City    | Dane                            | 29 364            | 30 871            | 5,1 %                 |

La municipalité de Milwaukee était la 31e municipalité la plus peuplée des États-Unis en 2013.

## Démographie

### Population

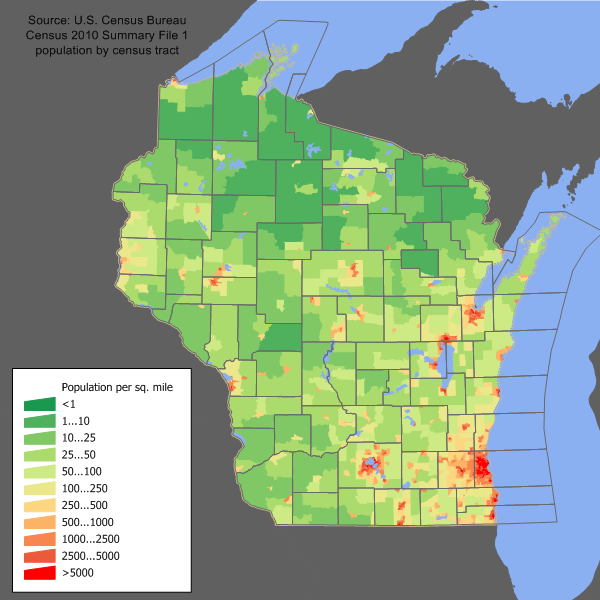
Densités de population en 2010 (en mille carré).

Le Bureau du recensement des États-Unis estime la population du Wisconsin à 5 822 434 habitants au 1er juillet 2019, soit une hausse de 2,38 % depuis le recensement des États-Unis de 2010 qui tablait la population à 5 686 986 habitants. Depuis 2010, l'État connaît la 38e croissance démographique la plus soutenue des États-Unis.
Avec 5 686 986 habitants en 2010, le Wisconsin était le 20e État le plus peuplé des États-Unis. Sa population comptait pour 1,84 % de la population du pays. Le centre démographique de l'État était localisé dans le comté de Green Lake dans la town de Green Lake.
Avec 40,54 hab./km2 en 2010, le Wisconsin était le 24e État le plus dense des États-Unis.
Le taux d'urbains était de 70,2 % et celui de ruraux de 29,8 %.
En 2010, le taux de natalité s'élevait à 12,0 ‰ (11,8 ‰ en 2012) et le taux de mortalité à 8,3 ‰ (8,4 ‰ en 2012). L'indice de fécondité était de 1,89 enfant par femme (1,86 en 2012). Le taux de mortalité infantile s'élevait à 5,8 ‰ (5,8 ‰ en 2012). La population était composée de 23,55 % de personnes de moins de 18 ans, 9,66 % de personnes entre 18 et 24 ans, 25,45 % de personnes entre 25 et 44 ans, 27,67 % de personnes entre 45 et 64 ans et 13,67 % de personnes de 65 ans et plus. L'âge médian était de 38,5 ans.
Entre 2010 et 2013, l'accroissement de la population (+ 55 730) était le résultat d'une part d'un solde naturel positif (+ 65 533) avec un excédent des naissances (219 253) sur les décès (153 720), et d'autre part d'un solde migratoire négatif (- 9 716) avec un excédent des flux migratoires internationaux (+ 18 668) et un déficit des flux migratoires intérieurs (- 28 384).
Selon des estimations de 2013, 94,4 % des Wisconsinois étaient nés dans un État fédéré, dont 71,8 % dans l'État du Wisconsin et 22,6 % dans un autre État (14,9 % dans le Midwest, 3,5 % dans le Sud, 2,5 % dans l'Ouest, 1,7 % dans le Nord-Est), 0,8 % étaient nés dans un territoire non incorporé ou à l'étranger avec au moins un parent américain et 4,8 % étaient nés à l'étranger de parents étrangers (41,7 % en Amérique latine, 34,9 % en Asie, 17,1 % en Europe, 3,2 % en Afrique, 2,6 % en Amérique du Nord, 0,5 % en Océanie). Parmi ces derniers, 43,6 % étaient naturalisés américain et 56,4 % étaient étrangers,.
Selon des estimations de 2012 effectuées par le Pew Hispanic Center, l'État comptait 85 000 immigrés illégaux, soit 1,5 % de la population.

### Composition ethno-raciale et origines ancestrales
Selon le recensement des États-Unis de 2010, la population était composée de 86,20 % de Blancs, 6,32 % de Noirs, 2,27 % d'Asiatiques (0,83 % de Hmongs), 1,83 % de Métis, 0,96 % d'Amérindiens, 0,03 % d'Océaniens et 2,39 % de personnes n'entrant dans aucune de ces catégories.
Les Métis se décomposaient entre ceux revendiquant deux races (1,71 %), principalement blanche et noire (0,57 %), et ceux revendiquant trois races ou plus (0,12 %).
Les non-Hispaniques représentaient 94,09 % de la population avec 83,32 % de Blancs, 6,17 % de Noirs, 2,25 % d'Asiatiques, 1,40 % de Métis, 0,85 % d'Amérindiens, 0,03 % d'Océaniens et 0,07 % de personnes n'entrant dans aucune de ces catégories, tandis que les Hispaniques comptaient pour 5,91 % de la population, principalement des personnes originaires du Mexique (4,29 %) et de Porto Rico (0,81 %).
|                                         | 1940  | 1950  | 1960  | 1970  | 1980  | 1990  | 2000  | 2010  |
| --------------------------------------- | ----- | ----- | ----- | ----- | ----- | ----- | ----- | ----- |
| Blancs                                  | 99,21 | 98,78 | 97,65 | 96,41 | 94,42 | 92,25 | 88,93 | 86,20 |
| ———Non hispaniques                      |       |       |       |       | 93,62 | 91,27 | 87,28 | 83,32 |
| Noirs                                   | 0,39  | 0,82  | 1,89  | 2,90  | 3,88  | 5,00  | 5,68  | 6,32  |
| ———Non hispaniques                      |       |       |       |       |       | 4,94  | 5,60  | 6,17  |
| Asiatiques (et Océaniens jusqu'en 1990) | 0,01  | 0,04  | 0,07  | 0,17  | 0,39  | 1,10  | 1,65  | 2,27  |
| ———Non hispaniques                      |       |       |       |       |       |       | 1,64  | 2,25  |
| Amérindiens                             | 0,39  | 0,36  | 0,36  | 0,43  | 0,63  | 0,81  | 0,88  | 0,96  |
| ———Non hispaniques                      |       |       |       |       |       |       | 0,82  | 0,85  |
| Autres                                  | 0,01  | 0,01  | 0,03  | 0,09  | 0,69  | 0,85  | 2,86  | 4,25  |
| ———Non hispaniques                      |       |       |       |       |       |       | 1,06  | 1,50  |
| Hispaniques (toutes races confondues)   |       |       |       |       | 1,34  | 1,91  | 3,60  | 5,91  |

En 2013, le Bureau du recensement des États-Unis estime la part des non hispaniques à 93,7 %, dont 82,5 % de Blancs, 6,1 % de Noirs, 2,5 % d'Asiatiques et 1,7 % de Métis, et celle des Hispaniques à 6,3 %.
En 2016, les Wisconsinois s'identifiaient principalement comme étant d'origine allemande (40,5 %), irlandaise (10,8 %), polonaise (8,8 %), norvégienne (7,7 %), anglaise (5,7 %), américaine (3,6 %), italienne (3,5 %) et française (3,2 %).
L'État avait la plus forte proportion de personnes d'origine polonaise, la 2e plus forte proportion de personnes d'origine allemande, les 4e plus fortes proportions de personnes d'origine néerlandaise et tchèque, la 5e plus forte proportion de personnes d'origine norvégienne, la 9e plus forte proportion de personnes d'origine canadienne-française ainsi que la 10e plus forte proportion de personnes d'origine danoise.
L'État abrite la 23e communauté juive des États-Unis. Selon le North American Jewish Data Bank, l'État comptait 28 255 Juifs en 2013 (32 150 en 1971), soit 0,5 % de la population. Ils se concentraient principalement dans les agglomérations de Milwaukee-Waukesha-West Allis (21 100) et Madison (5 000). Ils constituaient une part significative de la population dans le comté d'Ozaukee (5,2 %).
Les Hispaniques étaient principalement originaires du Mexique (72,7 %) et de Porto Rico (13,8 %). Composée à 48,7 % de Blancs, 7,4 % de Métis, 2,5 % de Noirs, 1,8 % d'Amérindiens, 0,4 % d'Asiatiques, 0,1 % d'Océaniens et 39,2 % de personnes n'entrant dans aucune de ces catégories, la population hispanique représentait 23,9 % des Métis, 14,3 % des Océaniens, 11,0 % des Amérindiens, 3,3 % des Blancs, 2,3 % des Noirs, 0,9 % des Asiatiques et 97,0 % des personnes n'entrant dans aucune de ces catégories.
Les Asiatiques s'identifiaient principalement comme étant Hmongs (36,5 %), Indiens (17,7 %), Chinois (13,6 %), Philippins (6,1 %), Coréens (6,1 %), Viêts (3,8 %) et Laotiens (2,9 %).
L'État avait la 2e plus forte proportion de Hmongs (0,83 %).
L'État comptait également le 3e plus grand nombre de Hmongs (47 127).
Les Métis se décomposaient entre ceux revendiquant deux races (93,5 %), principalement blanche et noire (31,2 %), blanche et amérindienne (21,6 %), blanche et asiatique (15,9 %), blanche et autre (13,8 %) et noire et amérindienne (2,9 %), et ceux revendiquant trois races ou plus (6,5 %).

### Religions
| Religion                    | Wisconsin | États-Unis |
| --------------------------- | --------- | ---------- |
| Catholicisme                | 25        | 20,8       |
| Protestantisme évangélique  | 22        | 25,4       |
| Protestantisme traditionnel | 18        | 14,7       |
| Non-affiliés                | 17        | 15,8       |
| Agnosticisme                | 5         | 4,0        |
| Églises noires              | 4         | 6,5        |
| Athéisme                    | 3         | 3,1        |
| Autres                      | 6         | 9,7        |

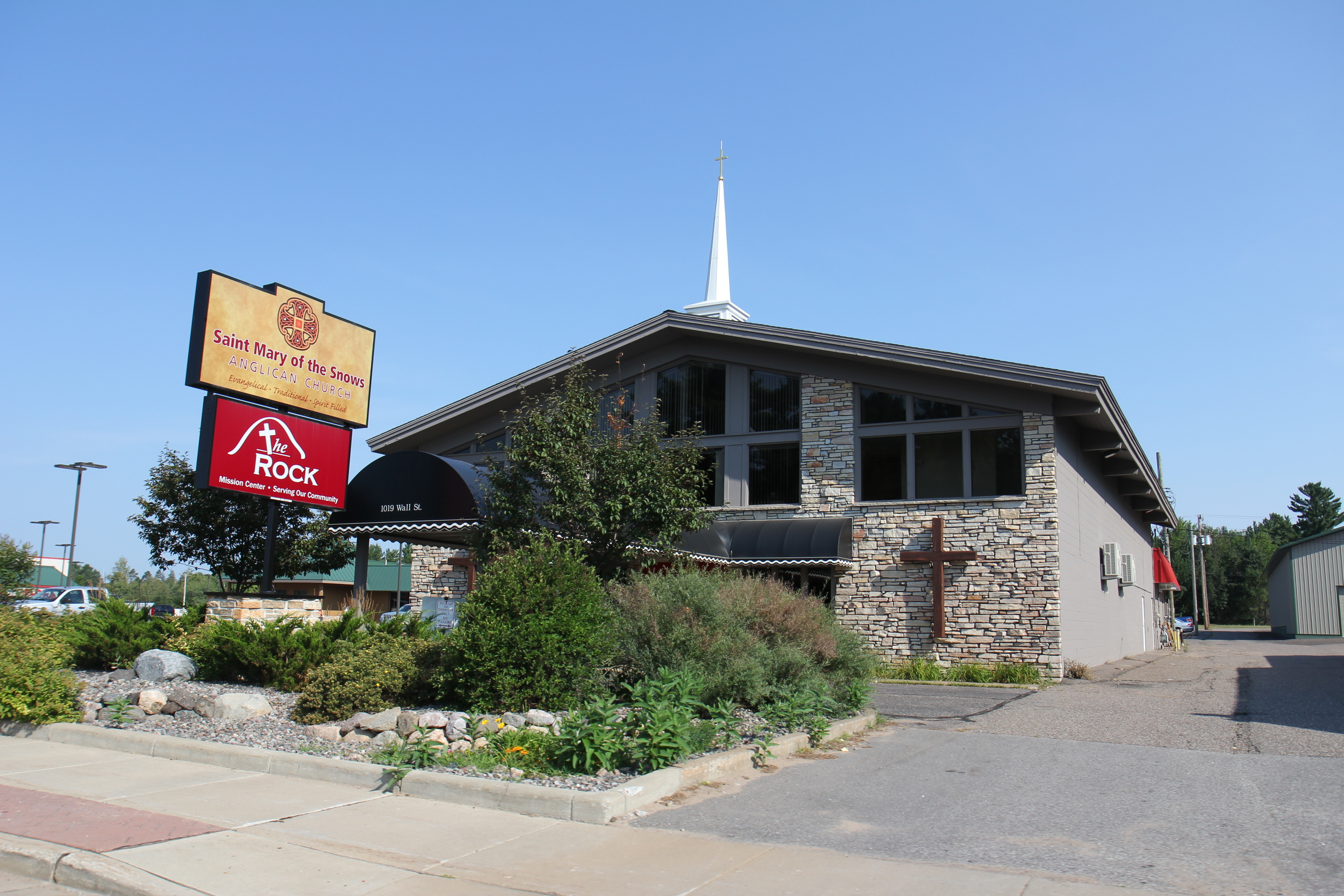
L'église anglicane Saint Mary of the Snows située à Eagle River au Wisconsin.

Selon l'institut de sondage The Gallup Organization, en 2015, 38 % des habitants du Wisconsin se considèrent comme « très religieux » (40 % au niveau national), 29 % comme « modérément religieux » (29 % au niveau national) et 33 % comme « non religieux » (31 % au niveau national).

### Langues
| Langue   | 1980    | 1990    | 2000    | 2010    | 2018    |
| -------- | ------- | ------- | ------- | ------- | ------- |
| Anglais  | 94,24 % | 94,18 % | 92,68 % | 91,71 % | 91,17 % |
| Allemand | 1,79 %  | 1,36 %  | 0,96 %  | 0,70 %  | 0,49 %  |
| Espagnol | 1,09 %  | 1,68 %  | 3,36 %  | 4,35 %  | 4,77 %  |
| Polonais | 0,68 %  | 0,44 %  | 0,24 %  | 0,16 %  | 0,10 %  |
| Hmong    | 2,20 %  | 0,32 %  | 0,61 %  | 0,76 %  | 0,70 %  |
| Autres   | 2,20 %  | 2,34 %  | 2,76 %  | 3,07 %  | 2,77 %  |

## Politique
| Exécutif de l'État | Exécutif de l'État | Exécutif de l'État    | Exécutif de l'État      | Exécutif de l'État | Exécutif de l'État | Exécutif de l'État | Exécutif de l'État        | Exécutif de l'État | Exécutif de l'État       | Législature d'État  | Législature d'État | Congrès                   | Congrès      |
| Gouverneur         | Gouverneur         | Lieutenant-gouverneur | Lieutenant-gouverneur   | Procureur général  | Procureur général  | Secrétaire d'État  | Secrétaire d'État         | Trésorière         | Trésorière               | Assemblée de l'État | Sénat              | Chambre des représentants | Sénat        |
| ------------------ | ------------------ | --------------------- | ----------------------- | ------------------ | ------------------ | ------------------ | ------------------------- | ------------------ | ------------------------ | ------------------- | ------------------ | ------------------------- | ------------ |
|                    | Tony Evers (D)     |                       | Mandela Barnes (en) (D) |                    | Josh Kaul (en) (D) |                    | Doug La Follette (en) (D) |                    | Sarah Godlewski (en) (D) | R : 63, D : 36      | R : 19, D : 14     | R : 5, D : 3              | R : 1, D : 1 |

### État pivot lors des élections présidentielles
| Année | Républicain | Républicain | Démocrate | Démocrate |
| ----- | ----------- | ----------- | --------- | --------- |
| 1988  | 47,80 %     | 1 047 794   | 51,41 %   | 1 126 794 |
| 1992  | 36,78 %     | 930 855     | 41,13 %   | 1 041 066 |
| 1996  | 38,48 %     | 845 029     | 48,81 %   | 1 071 971 |
| 2000  | 47,56 %     | 1 237 279   | 47,83 %   | 1 242 987 |
| 2004  | 49,31 %     | 1 478 120   | 49,71 %   | 1 489 504 |
| 2008  | 42,31 %     | 1 262 393   | 56,22 %   | 1 677 211 |
| 2012  | 45,89 %     | 1 407 966   | 52,83 %   | 1 620 985 |
| 2016  | 47,22 %     | 1 405 284   | 46,45 %   | 1 382 536 |
| 2020  | 48,82 %     | 1 610 184   | 49,45 %   | 1 630 866 |
| 2024  | 49,64 %     | 1 697 626   | 48,78 %   | 1 668 229 |

Ancien bastion républicain, n'ayant voté qu'à deux reprises pour des candidats démocrates entre 1856 et 1928, le Wisconsin est devenu un État pivot de chaque campagne présidentielle au résultat souvent imprévisible. Si en 1944, le candidat républicain Thomas Dewey l'avait emporté contre Franklin Delano Roosevelt, le même Dewey avait perdu 4 ans plus tard contre Harry S. Truman.
Depuis 1988, les électeurs du Wisconsin ont toujours voté pour le candidat démocrate mais ce choix est parfois effectué de justesse comme en 2000 (par 5 000 voix d'avance et 47,83 % des suffrages) et 2004 (par 11 000 voix d'avance et 49,70 % des suffrages).
En 2016, Donald Trump est le premier républicain à avoir remporté l'État depuis Ronald Reagan en 1984, avec 47,2 % des suffrages contre 46,5 % pour la candidate démocrate Hillary Clinton, ce qui marque un revirement majeur.
Les centres de Milwaukee et Madison sont massivement acquis aux démocrates tandis que les banlieues de Milwaukee sont un bastion des républicains, à l'image du comté de Waukesha. Au niveau des comtés, ceux de l'ouest du Wisconsin paraissent plus favorable aux démocrates que ceux du nord et de l'est de l'État. Lors de l'élection présidentielle de 2008, Barack Obama remporte 59 comtés de l'État contre 12 au candidat républicain John McCain, en réalisant de bons scores dans ces dernières régions.

### Administration locale
Le Wisconsin a longtemps été un État dominé par les républicains.
Durant l'époque de la guerre civile américaine (1861-1865), le Wisconsin devient un bastion du parti d'Abraham Lincoln. Après une période où les démocrates reprennent l'avantage dans les années 1890, il devient le bastion des républicains progressistes de Robert M. La Follette et de ses fils. Après la Seconde Guerre mondiale, le Wisconsin alterne régulièrement entre les démocrates et les républicains. Pendant 14 ans, de 1987 à 2001 et durant quatre mandats consécutifs, le républicain Tommy Thompson en est le gouverneur avant d'être nommé ministre de la Santé dans le gouvernement de George W. Bush. De 2003 à 2011, durant deux mandats, le démocrate Jim Doyle gouverne l'État.
Depuis le 7 janvier 2019, le démocrate Tony Evers, élu avec 49,5 % des voix en novembre 2018, est le gouverneur de l'État.

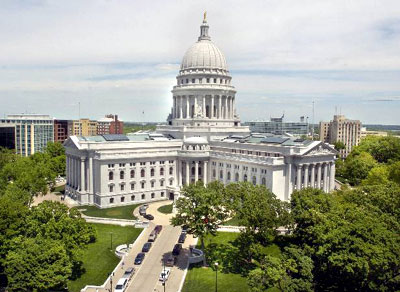
Le capitole de l'État du Wisconsin à Madison.
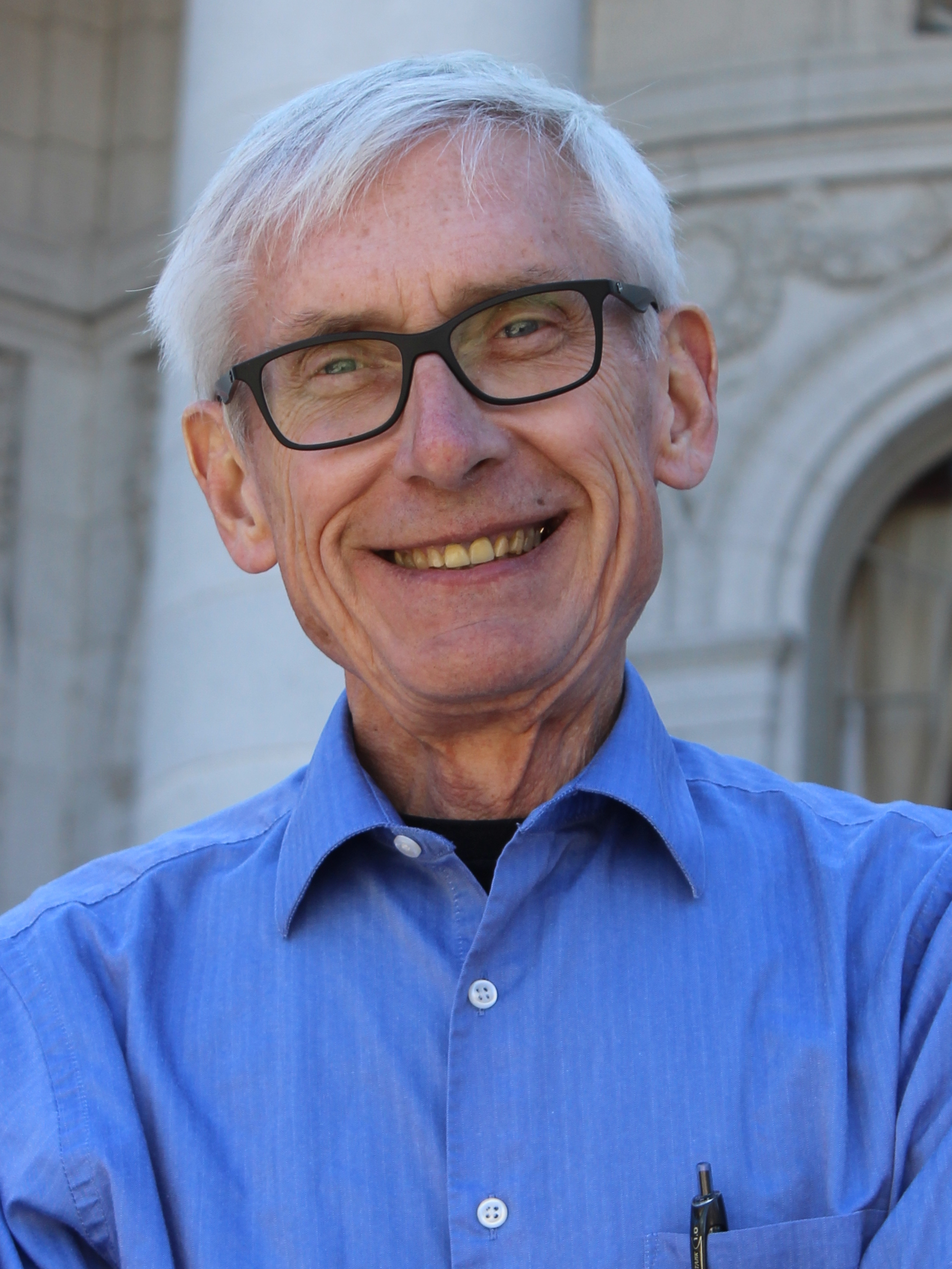
Tony Evers, gouverneur depuis 2019.
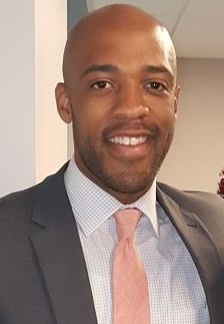
Mandela Barnes (en), lieutenant-gouverneur depuis 2019.
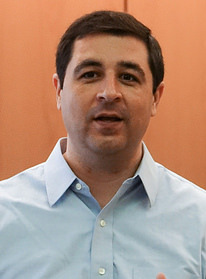
Josh Kaul (en), procureur général depuis 2019.
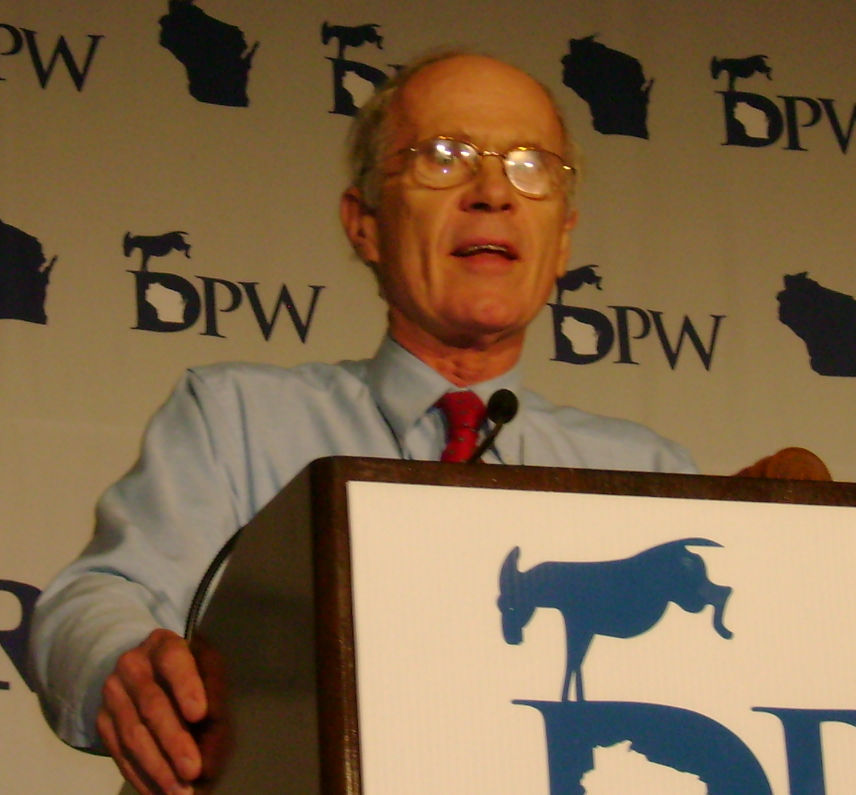
Doug La Follette (en), secrétaire d'Etat depuis 1983.

#### Législature
L'Assemblée législative locale de la session 2019-2020 est dominée par les républicains. À l'Assemblée de l'État du Wisconsin (la chambre basse), 63 républicains font face à 36 démocrates, tandis qu'au Sénat du Wisconsin (la chambre haute), 19 républicains font face à 14 démocrates.

#### Pouvoir judiciaire

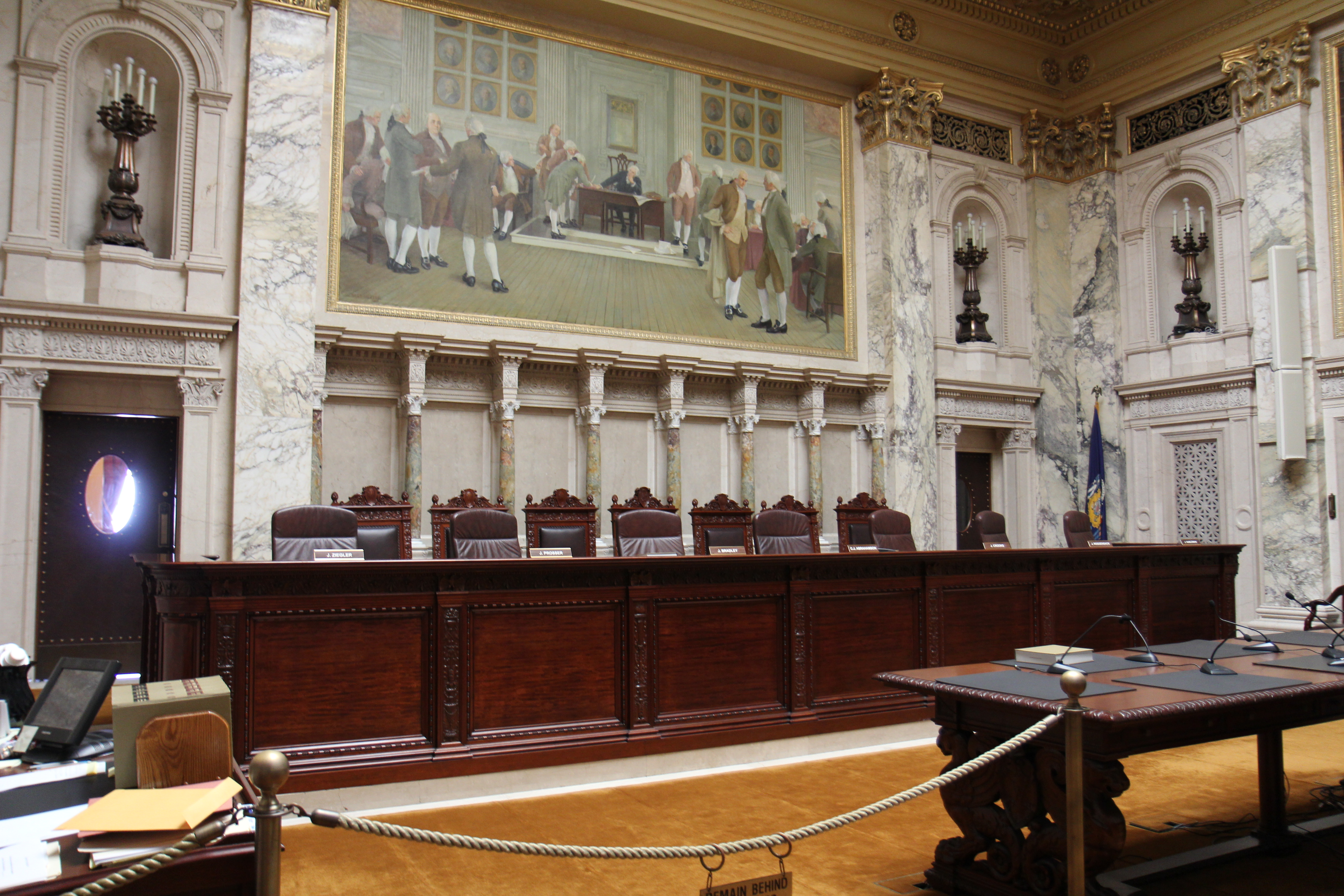
La Cour suprême du Wisconsin.

Le pouvoir judiciaire est au Wisconsin une des trois branches du gouvernement de l'État. Le Wisconsin Courts System est ainsi composé de :
- la Cour suprême du Wisconsin ;
- la Cour d'appel du Wisconsin ;
- des cours municipales de l'État ;
- et des Circuit courts du Wisconsin.

### Représentation fédérale
Durant les années 1950, le Wisconsin est la terre d'élection du sénateur Joseph McCarthy. Il devient ensuite celui de William Proxmire et de Russ Feingold, le seul sénateur démocrate ayant voté contre le Patriot Act en 2001.
Au niveau fédéral, lors de la législature 2015-2017, le Wisconsin est représenté au Congrès des États-Unis par la sénatrice démocrate Tammy Baldwin, par le sénateur républicain Ron Johnson ainsi que par 5 représentants républicains et 3 représentants démocrates. Tammy Baldwin a été la première et la seule élue ouvertement lesbienne à la Chambre des représentants, et la première femme à représenter le Wisconsin au Sénat, ainsi que la première personne ouvertement homosexuelle à y siéger.

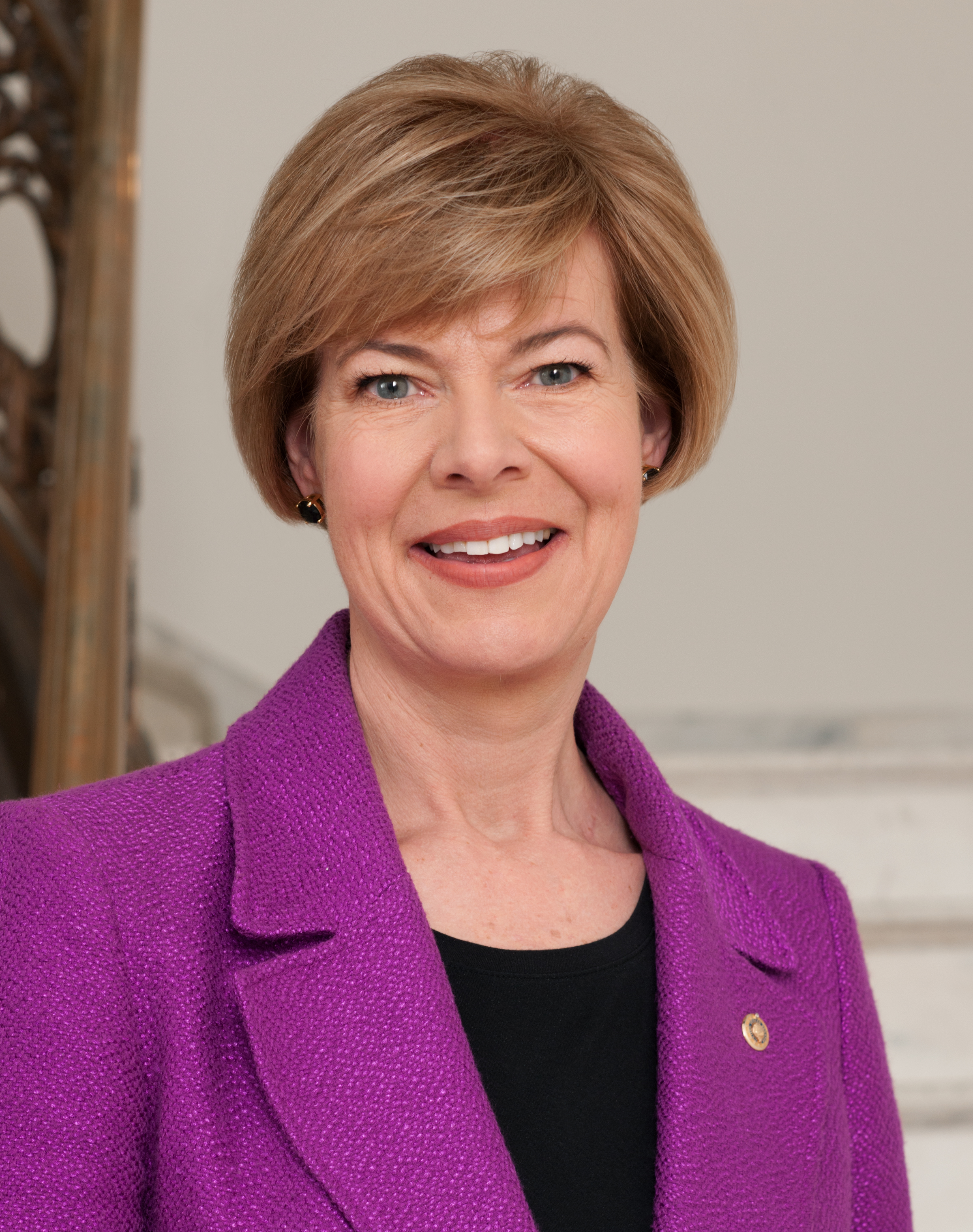
Tammy Baldwin, sénatrice depuis 2013.
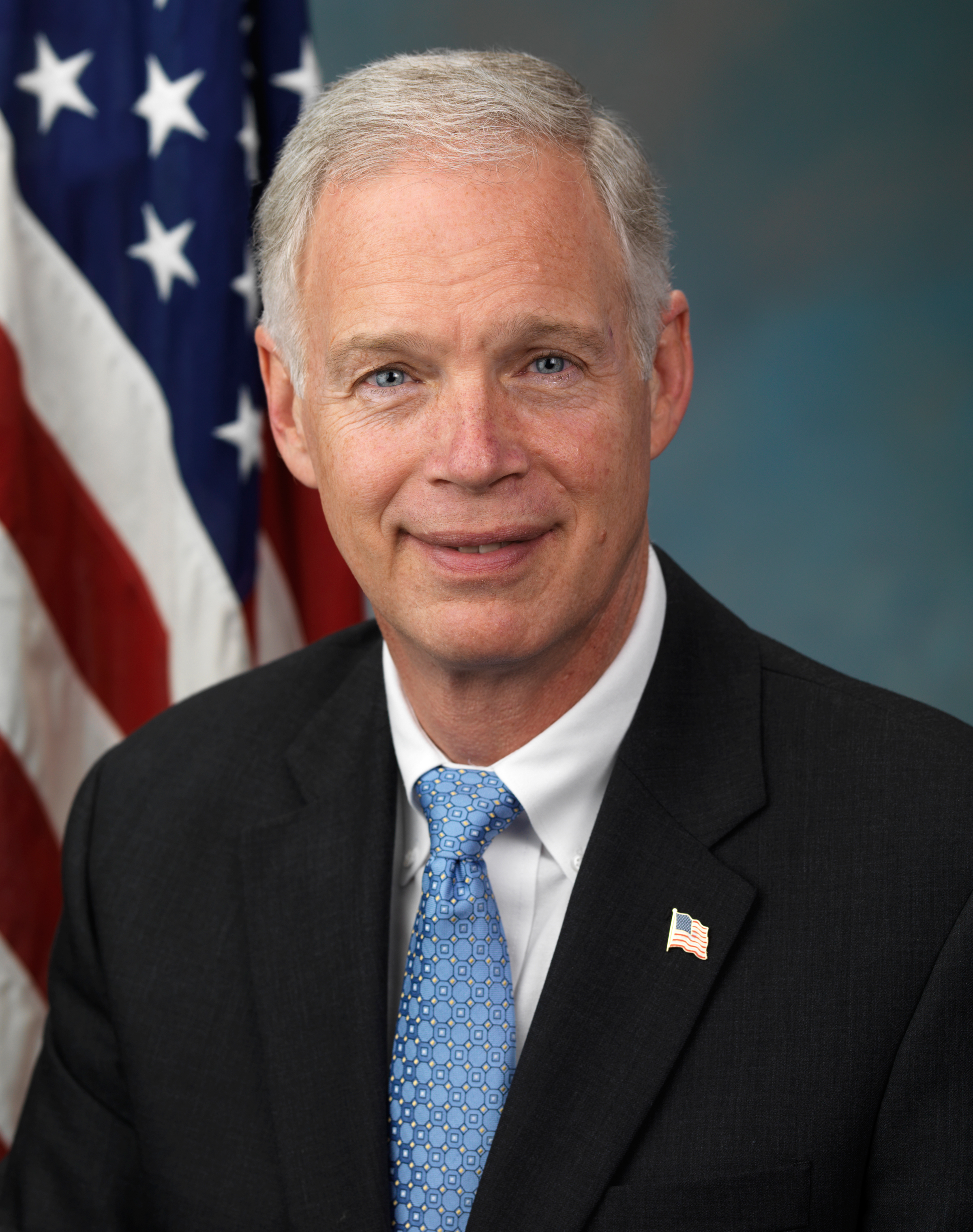
Ron Johnson, sénateur depuis 2011.

### Questions sociales et politiques publiques
En mars 2011, le nouveau gouverneur républicain, Scott Walker, fait adopter une loi retirant aux syndicats de fonctionnaires la possibilité de négocier collectivement leurs conditions de travail ainsi que leurs avantages sociaux, à l'exception des négociations sur les salaires. Cette loi qui gèle partiellement les salaires des fonctionnaires, rabote leurs pensions de retraite, leurs couvertures sociales et laisse aux employés de l'État le choix de payer ou non des cotisations syndicales provoque alors de nombreuses manifestations d'employés publics de l'État et l'occupation du capitole par les manifestants,.

## Économie

### Agriculture et ressources naturelles
Le Wisconsin est l'une des premières régions agricoles du pays ; premier producteur national de produits laitiers, l'élevage porcin et l'élevage de visons y sont également pratiqués. Les céréales (maïs essentiellement), la pomme de terre, le soja, le tabac, les plantes fourragères, les fruits et les légumes sont les principales cultures. L'exploitation forestière, très développée, fait du Wisconsin l'un des premiers producteurs de bois des États-Unis.
Le fer, le cuivre, l'or, l'argent, le plomb et le zinc constituent l'essentiel des ressources minières de l'État.

### Industrie
Les principaux secteurs industriels sont l'industrie du bois et du papier, la métallurgie (fonderies), l'agroalimentaire (produits laitiers et brasseries), la chimie, la construction mécanique (automobiles, moteurs et motocyclettes), les industries électrique et électronique. Les industries sont concentrées à Milwaukee et à Madison. Milwaukee est, en outre, un port très actif pour le commerce sur le lac Michigan.

### Activités tertiaires
L'activité touristique du Wisconsin repose sur de nombreux atouts culturels, naturels et historiques : le Milwaukee Art Center, l'un des principaux musées de sciences naturelles du pays, le Lizard Mound State Park (tumuli indiens), la Old Wade House (ancien relais de diligence) de Greenbush, ou encore le Old World Wisconsin, musée en plein air présentant des fermes construites par les immigrants allemands et scandinaves au XIXe siècle.
La principale université de l'État est l'université du Wisconsin (fondée en 1848 à Madison), elle est réputée dans certains domaines, les sciences notamment.
Le Sénat approuve en 2021 une loi permettant aux adolescents de 14 ans de travailler jusqu'à 23 heures afin de répondre aux difficultés des entreprises à recruter de la main-d'œuvre.

## Environnement

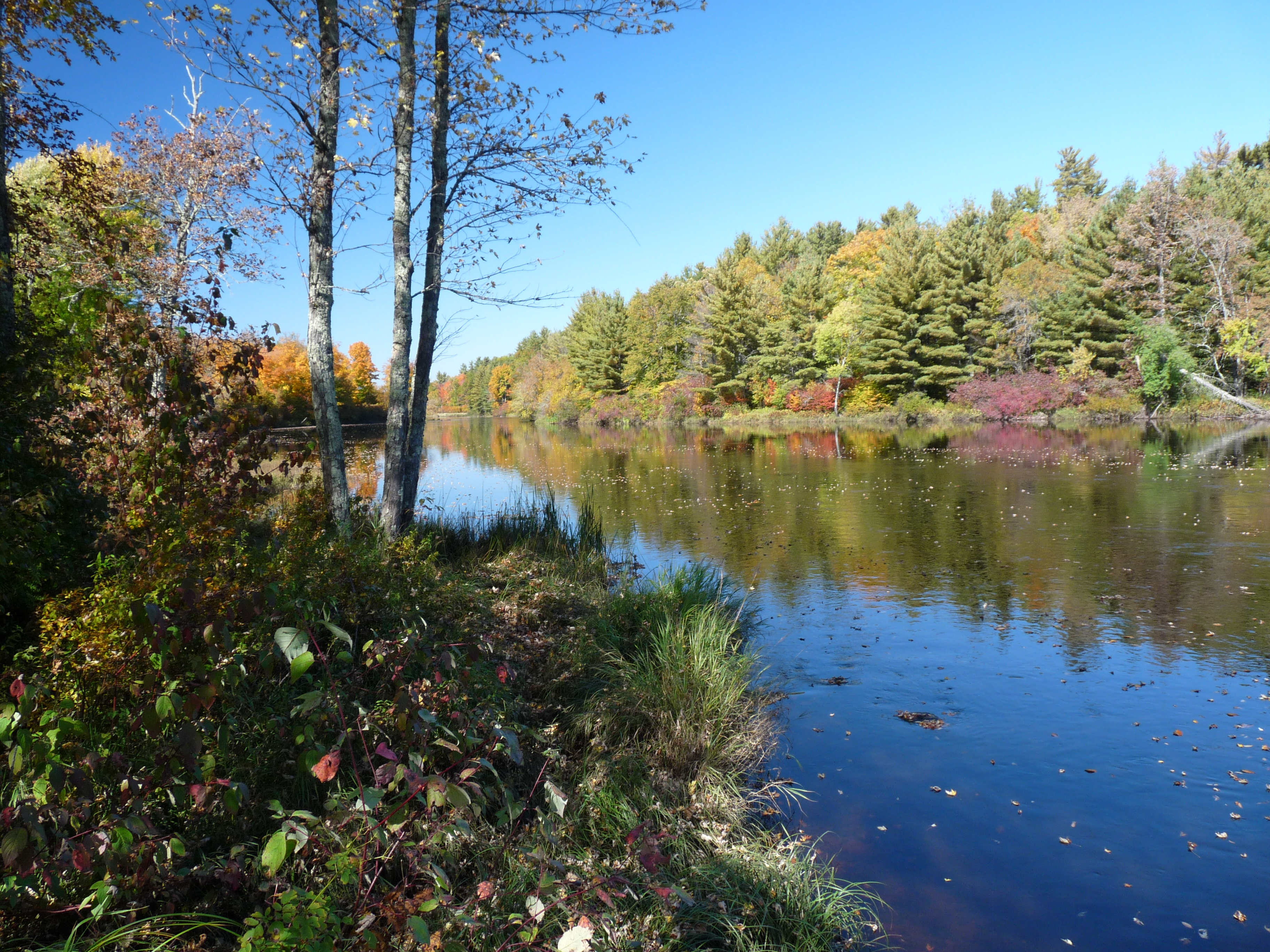
Rivière près de Lac du Flambeau.

En 2005, la construction d'un parc à éoliennes a été décidée dans le sud du Wisconsin. Il fournira de l'électricité à 72 000 foyers et coûtera 250 millions de dollars. Le parc aura une capacité de 200 Mégawatts et s'étendra sur 80 kilomètres carrés. Il alignera 133 turbines de 11,80 mètres de hauteur avec des pales de 3,80 mètres. Dans l'État du Wisconsin, seul 4 % de l'électricité est produite par des énergies renouvelables, notamment grâce à 55 turbines réparties dans 5 parcs à éoliennes qui produisent 53 mégawatts. Le gouverneur Jim Doyle, alors en poste, souhaite augmenter cette proportion à 10 % d'ici à 2015.

## Culture
Le Wisconsin, État rural, est souvent source de comédie dans les sitcoms à la télévision américaine, comme le personnage de James Hobert dans la série Spin City, ainsi que la série télévisée That '70s Show, qui s'y déroule.
Les habitants du Wisconsin, dont les plaques de voiture porte « America's Dairy land » (la Laiterie de l'Amérique) sont souvent qualifiés de « cheese heads » (têtes de fromage) à l'image des Hollandais, qualifiés de « kaaskoppen ».[réf. nécessaire]

### Sport
Le Wisconsin dispose d'une équipe dans trois des quatre Ligues majeures nord-américaines :
- en football américain, les Packers de Green Bay (NFL), avec aussi une équipe dans le championnat NCAA de football américain, les Badgers du Wisconsin ;
- en basket-ball, les Bucks de Milwaukee (NBA) ;
- en baseball, les Brewers de Milwaukee (MLB) ;
- en hockey sur glace, les Admirals de Milwaukee (AHL) jouent en ligue mineur.